# Fagonia harpago
Fagonia harpago là một loài thực vật có hoa trong họ Zygophyllaceae. Loài này được Emb. & Maire miêu tả khoa học đầu tiên năm 1931.